# Claraeola cypriota
Claraeola cypriota är en tvåvingeart som beskrevs av Christian Kehlmaier 2005. Claraeola cypriota ingår i släktet Claraeola och familjen ögonflugor.
Artens utbredningsområde är Cypern. Inga underarter finns listade i Catalogue of Life.